# Битва під Брунанбургом
Битва під Брунанбургом (англ. Battle of Brunanburh, гельськ. Brwydr Brunanburh) — битва між військами англосаксів, яких очолював король Етельстан і його брат Едмунд, та об'єднаною армією зі скандинавів і кельтів під командуванням норвезько-ірландського короля Дубліна Олафа Гутфрітссона, короля Шотландії Костянтина II й короля Стратклайду Оуена I, що відбулась 937 року (за деякими даними 934 року).

## Передумови
Після перемоги Етельстана у 927 році над вікінгами під Йорком у нього виникла територіальна суперечка з шотландським королем Костянтином, пов'язана з правами на Вессекс і шотландське королівство Альба. Після шлюбу дочки Костянтина II зі скандинавським королем Дубліна Олафом III Гутфрітссоном почав утворюватись анти-саксонський союз, до якого також долучились король Стратклайда Оуен та ерли Нортумбрії. 

## Перебіг битви
Битва була кровопролитною, у ній взяли участь численні найманці ірландського й бритського походження. У ході битви загинули 5 шотландських «королів» (місцевих правителів чи очільників кланів) та 7 скандинавських ярлів. Загинули також 2 двоюрідних брати англійського короля Етельстана і англосаксонський єпископ. Підсумок битви вирішило використання саксами загонів кавалерії проти переважно пішого війська норвежців, ірландців та скотів. Битва завершилась повною перемогою англійців.

## Місце битви (Локалізація)
Місце битви невідоме і є предметом жвавих дискусій серед істориків принаймні з XVII століття. Було запропоновано понад сорок місць, від південного заходу Англії до Шотландії, хоча більшість істориків погоджуються, що місце в Північній Англії є найбільш правдоподібним. 
Wirral Archaeology, місцева волонтерська група, вважає, що вона могла ідентифікувати місце битви біля Бромборо на Вірралі. Вони знайшли поле з великою концентрацією артефактів, які можуть бути результатом обробки металу в армійському таборі десятого століття. Місцезнаходження поля тримається в секреті, щоб захистити його від нічних яструбів. Станом на 2020 рік вони шукають кошти для продовження своїх досліджень. Військовий історик Майкл Лівінгстон у своїй книзі Never Greater Slaughter 2021 року стверджує, що справа Wirral Archaeology щодо Бромборо є остаточною, але це твердження піддається критиці в рецензії на книгу Томаса Вільямса. Він визнає, що Бромборо — це єдина збережена назва місця, яка походить від давньоанглійської мови Brunanburh, але каже, що могли бути й інші. Він коментує, що докази військової обробки металу не дивують у сфері діяльності вікінгів: це не доказ битви, не кажучи вже про якусь конкретну битву. У статті в Notes and Queries у 2022 році Майкл Дікін ставить під сумнів філологічний випадок Бромборо як Брунанбур, припускаючи, що першим елементом в назві є «коричневий», а не «Бруна». Таким чином, Бромборо буде «коричневою [збудованою з каменю] садибою чи фортом». Наслідком цього аргументу є те, що ранні назви Бромборо не можуть походити від староанглійської Brunanburh. Майкл Вуд (історик) у статті в Notes and Queries за 2017 рік обговорює альтернативний варіант написання Brunnanburh «бурх біля джерела або струмка», знайдений у кількох рукописах англосаксонської хроніки.
У середньовічних текстах використовується безліч альтернативних назв місця битви, які історики намагалися пов’язати з відомими місцями. Найпершим відповідним документом є поема «Битва при Брунанбурі» в Англо-саксонській хроніці (версія А), написана протягом двох десятиліть після битви, у якій місце битви називається «ymbe Brunanburh» (навколо Брунанберха). Багато інших середньовічних джерел містять варіації назви Brunanburh, такі як Brune, Brunandune, Et Brunnanwerc, Bruneford, Cad Dybrunawc Duinbrunde та Brounnyngfelde.
Вважається, що повторюваний елемент Brun- може бути особистим іменем, назвою річки або давньоанглійським чи давньоскандинавським словом для позначення джерела чи струмка. Менше таємниці оточує суфікси –burh/–werc, -dun, -ford і –feld, які є староанглійськими словами для укріплення, невисокого пагорба, броду та відкритої землі відповідно. 
Однак не всі топоніми містять елемент Brun-. Симеон Даремський (початок XII століття) дає альтернативну назву Weondune (або Wendune) для місця битви, тоді як Annals of Clonmacnoise стверджують, що битва відбулася на «равнинах Отліна». Сага Егіла називає місця Vínheiðr і Vínuskóga.
Кілька середньовічних текстів згадують відоме місце, хоча лиман Хамбер згадується в кількох джерелах. Хроніка Джона Вустерського (початок XII ст.), Historia Regum Симеона Даремського (середина XII ст.), Хроніка Мелроуза (кінець XII ст.) і Роберт Маннінг з Хронік Брунна (1338) стверджують, що флот Олафа увійшов до гирла Хамбера, тоді як Метрична хроніка Роберта Глостера (кін. XIII ст.) каже, що армія загарбників прибула «на південь від Хамбера». У «Хроніках Пітера Лангтофта» (бл. 1300 р.) стверджується, що армії зустрілися біля «Брюнбурга на Хамбері», тоді як Роберт Меннінг із «Хронік Брюнне» (1338 р.) стверджує, що битва відбулася біля «Брюнбурга на Хамбері». Псевдо-Інгулф (бл. 1400 р.) розповідає, що коли Етельстан вів свою армію в Нортумбрію (тобто на північ від Хамбера), він зустрів на своєму шляху багато паломників, які поверталися додому з Беверлі. У «Historia» Гектора Боеса (1527) стверджується, що битва відбулася біля річки Уз, яка впадає в естуарій Хамбер.
Небагато інших географічних натяків містяться в середньовічних джерелах. У поемі в «Англосаксонській хроніці» говориться, що загарбники втекли через глибоку воду на Дінгсмірі, можливо, маючи на увазі район Ірландського моря або невідоме озеро чи річку. Дікін зауважив, що термін ding був використаний у давньоанглійському Андреасі (вірш), де припускається, що він використовувався метафорично для могили та/або пекла. Його аналіз контексту рядків 53–56 поеми «Брунанбурх» показує йому, що dingesmere — це поетичний і образний термін для моря.
«Сага про Егіла» містить більш детальну топографічну інформацію, ніж будь-який інший середньовічний текст, хоча її корисність як історичного свідчення є суперечливою. Згідно з цією розповіддю, армія Олафа зайняла безіменне укріплене місто на північ від пустища з великими населеними територіями поблизу. Табір Етельстана був розбитий на південь від Олафа, між річкою з одного боку та лісом на узвишші з іншого, на північ від іншого безіменного міста за кілька годин їзди від табору Олафа.